# Jiubao (köpinghuvudort i Kina, Zhejiang Sheng, lat 30,32, long 120,27)
Jiubao är en köpinghuvudort i Kina. Den ligger i provinsen Zhejiang, i den östra delen av landet, omkring 12 kilometer nordost om provinshuvudstaden Hangzhou. Antalet invånare är 107 616. Befolkningen består av 48 837 kvinnor och 58 779 män. Barn under 15 år utgör 10,0 %, vuxna 15-64 år 85 %, och äldre över 65 år 3,0 %.
Närmaste större samhälle är Hangzhou, 10,4 km väster om Jiubao. 
Genomsnittlig årsnederbörd är 1 869 millimeter. Den regnigaste månaden är juni, med i genomsnitt 328 mm nederbörd, och den torraste är november, med 74 mm nederbörd.